# 원부 (고려)
원부(元傅, 1220년 ~ 1287년)는 고려의 문신이다. 본관은 원주(原州). 초명은 원공식(元公植), 자는 성지(成之), 호는 족헌(足軒), 시호는 문순(文純)이다. 고려 삼한공신(三韓功臣) 원극유(克猷)의 9대손이다.

## 생애
1241년(고려 고종(高宗) 28년) 문과에 급제하여 직사관(直史館)에 보직되고, 1269년(원종 10) 추밀원부사가 되어 이듬해 세자 심(諶)이 원나라에 갈 때 동행하였다. 1273년에는 중서시랑평장사(中書侍郎平章事)가 되었고, 충렬왕 초에 찬성사·판군부사사(判軍簿司事) 등을 역임하였다. 1277년(충렬왕 3) 수국사(修國史)가 되어 유경(柳璥)·김구(金坵) 등과 함께 《고종실록(高宗實錄)》 찬수를 명받았으나 사고(史藁)를 완성하지 못했으며, 1284년 감수국사(監修國史)로서 《고금록(古今錄)》 편찬에 참여하였다. 벼슬은 첨의중찬(僉議中贊)에 이르렀고, 1287년 2월 졸(卒)하였다. 시호는 문순(文純)이다.

## 일화
찬성사(贊成事) 원부(元傅)의 문생(門生) 중 방우선(方于宣)이 있다. 1275년 원부가 근무를 마치고 물러 나와 밥을 먹는데 문생 너댓 명이 와서 뵈었다. 자리를 권한 후, “내가 외람되이 재상의 우두머리가 되었으나 재능이 뜻에 미치지 못하는데 많은 사람들의 평판은 어떠한가?”하고 물었다. 다들 감히 대답하지 못했는데, 학사 방우선(方于宣)이 “사람들이 말하기를 ‘공께서 정치를 하시는 것이 그 성(姓)과 같다.’고 합니다.”라고 대답하니 원부가 크게 웃었다.

## 가족
- 조부 : 원승윤(元承胤)
  - 아버지 : 원진(元瑨)
- 외조부 : 정희(鄭僖)
  - 모 : 창녕 정씨(昌寧 鄭氏)
  - 처부 : 염수장(廉守臧)
    - 부인 : 봉성군대부인(峰城郡大夫人) 파주 염씨
      - 아들 : 원관(元瓘)
        - 손자 : 원충(元忠)

      - 아들 : 원경(元卿)
        - 손자 : 원선지(元善之)